# Грейвзенд
Гре́йвзе́нд (англ. Gravesend /ˈɡreɪvzˈɛnd/) — город на северо-западе графства Кент в Юго-Восточной Англии, находится на южном берегу Темзы, напротив города Тилбери в графстве Эссекс. Административный центр боро Грейвшем. 
В силу своего географического положения, всегда играл определённую роль в истории этой части Англии. Сегодня город по-прежнему сохраняет тесную связь с рекой. Открытие международной железнодорожной станции Эббсфлит сети Eurostar, а также тот факт, что город лежит на особой территории у входа в Темзу, добавляют ему значимости.

## Достопримечательности
- Старейший в мире чугунный городской пирс, построенный в 1834 году.
- Башня с часами, построенная в 1887 году.
- Памятник Покахонтас, установленный в 1958 году. Точная копия статуи в Джеймстауне, штат Виргиния; подарена США.

## Известные люди, связанные с городом
- Покахонтас (ок. 1595—1617) — дочь индейского вождя. Посещала с мужем-европейцем Англию. Умерла в Грейвзенде от оспы по дороге домой. Была похоронена в городе у церкви Святого Георга, но могила была утеряна. Около церкви поставлен памятник.
- Николай Андреевич Римский-Корсаков (1844—1908) — русский композитор. Будучи офицером русского флота посетил Грейвзенд в 1862 году.
- Чарльз Джордж Гордон (1833—1885) — английский генерал. Жил в городе во время строительства фортов на Темзе.
- Том Ганн[англ.] (1929—2004) — английский поэт. Родился здесь.
- Дерек Харолд Ричард Бартон (1918—1998) — английский химик, член Лондонского королевского общества.

## Иллюстрации

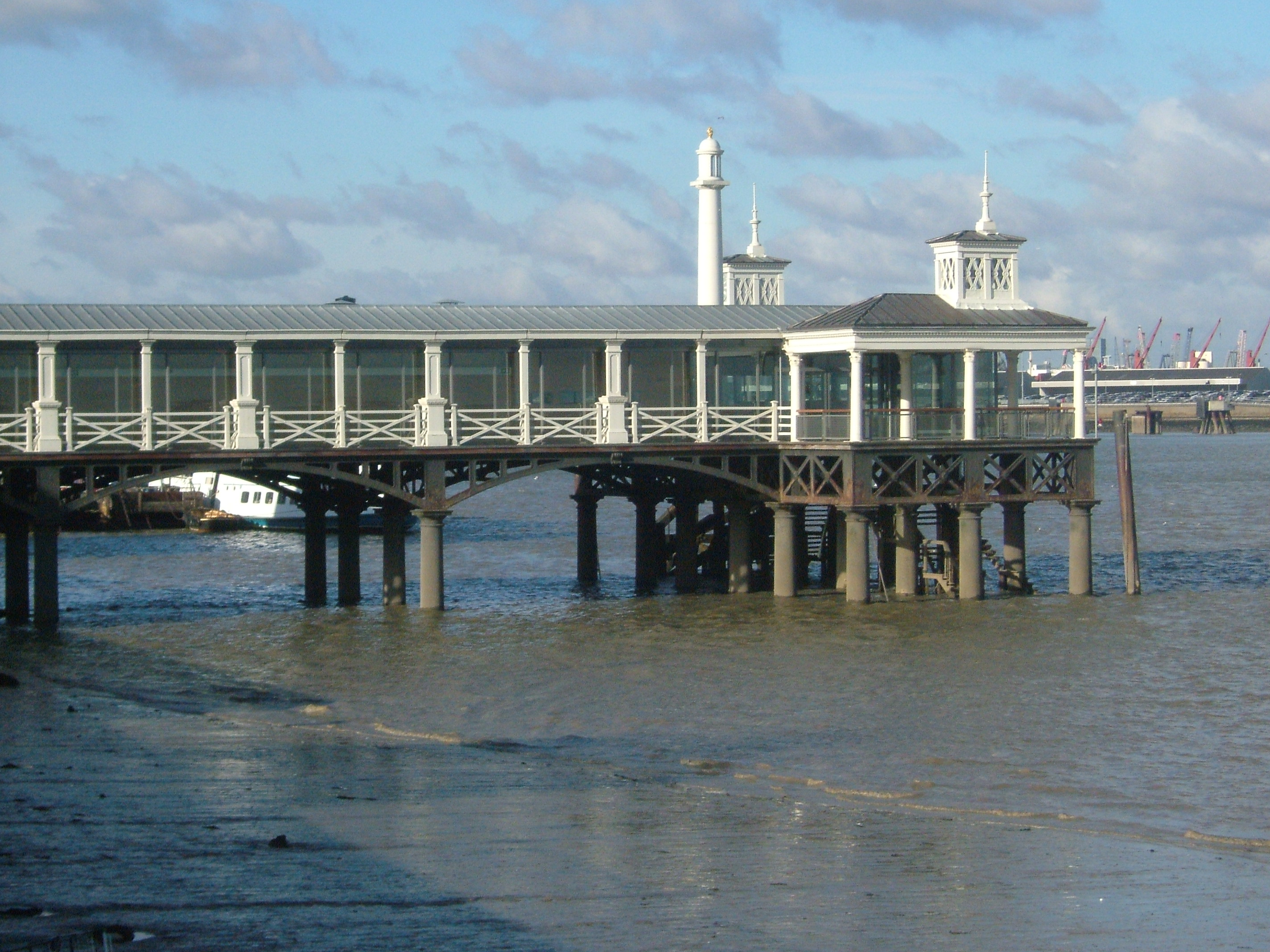
Городской пирс
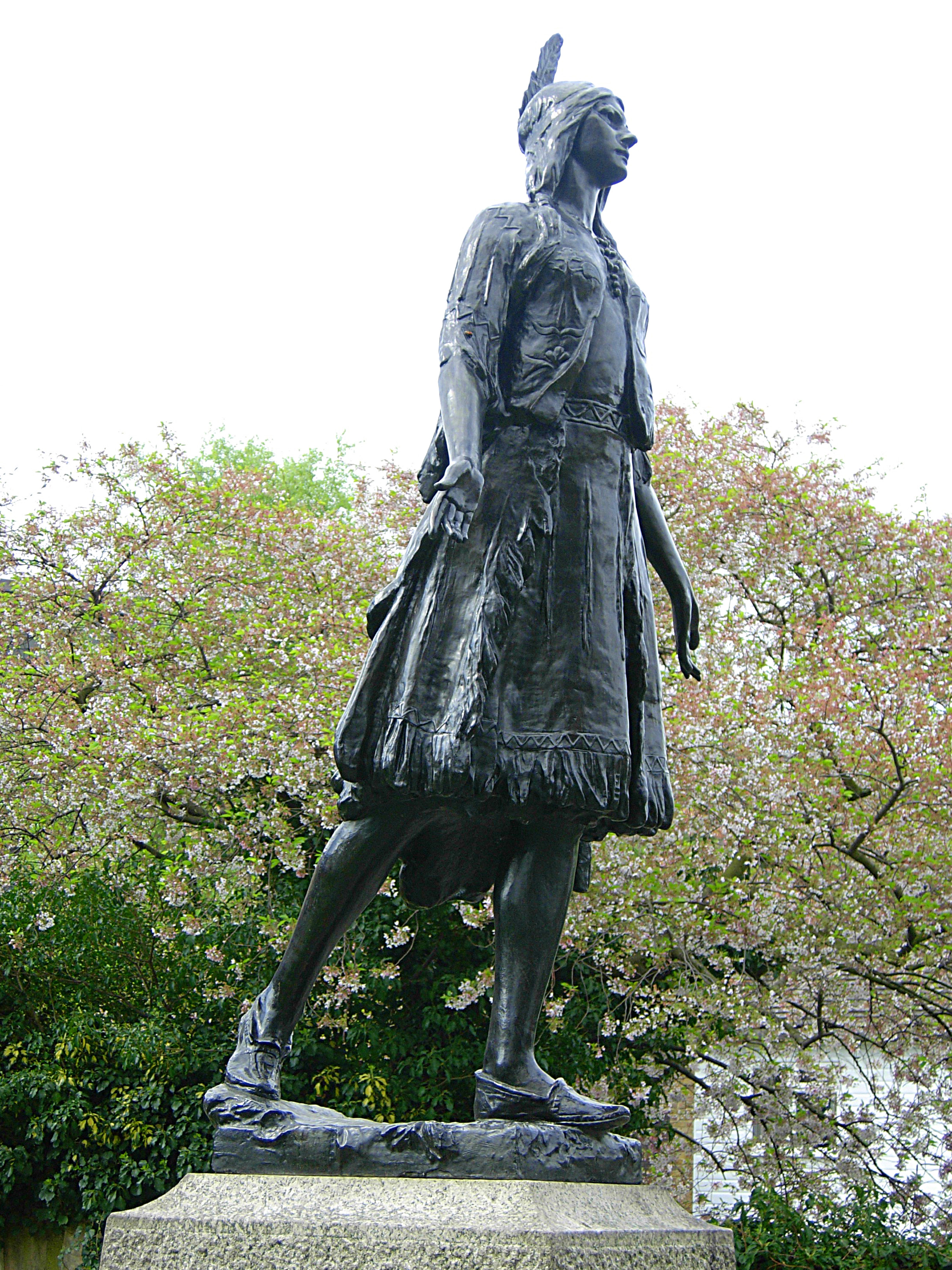
Статуя Покахонтас
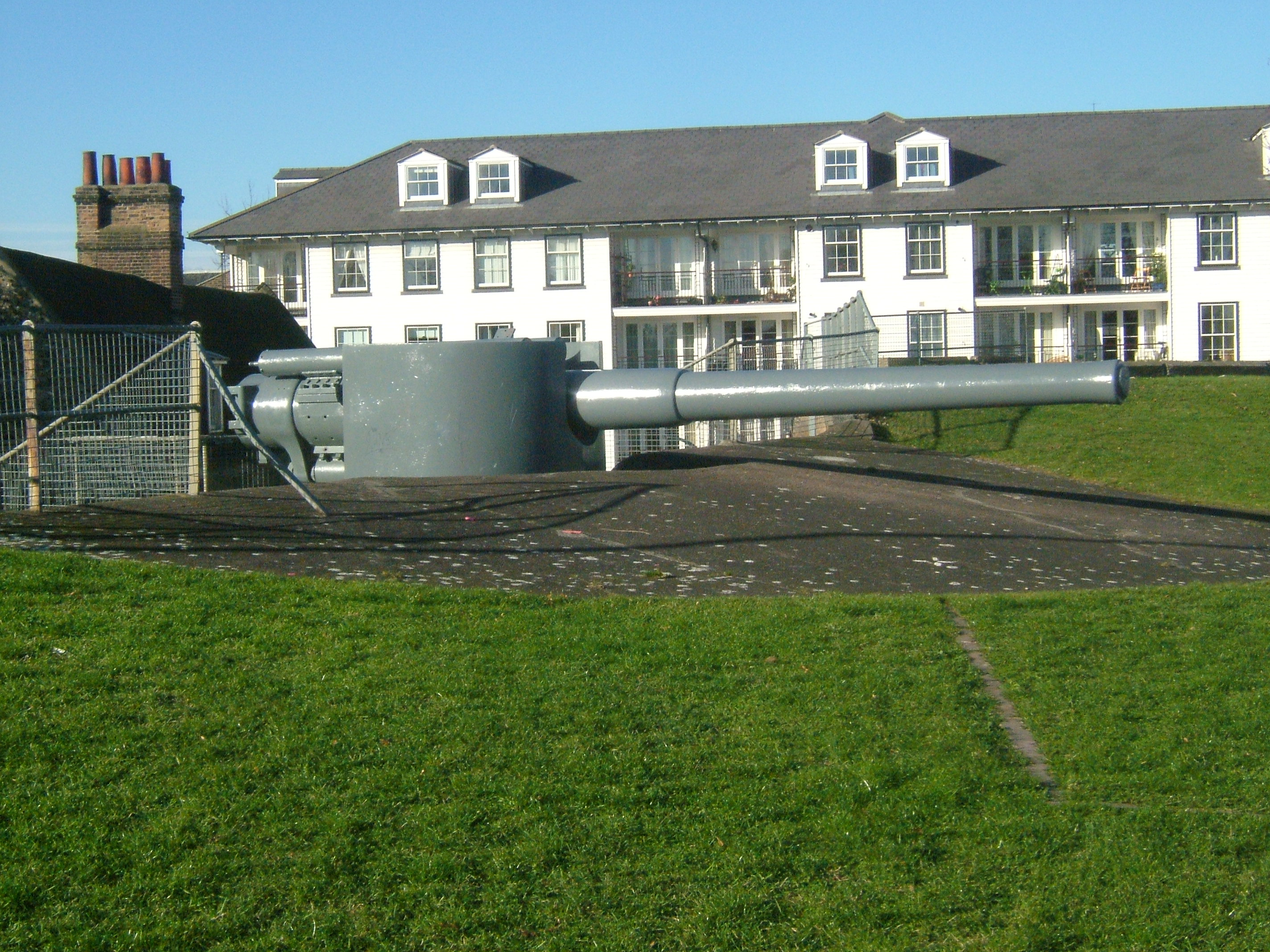
Огневая точка 1904 года в форте «New Tavern»